# Sammy Sosa
Samuel Peralta Sosa (ur. 12 listopada 1968) – dominikański baseballista, który występował na pozycji prawozapolowego przez 18 sezonów w Major League Baseball.

## Kariera zawodnicza
W lipcu 1985 roku podpisał kontrakt jako wolny agent z Texas Rangers i początkowo występował w klubach farmerskich tego zespołu, między innymi w Oklahoma City 89ers, reprezentujący poziom Triple-A. W MLB zadebiutował 16 czerwca 1989 roku w meczu przeciwko New York Yankees. W Rangers wystąpił w dwudziestu pięciu meczach i jeszcze w tym samym sezonie w ramach wymiany przeszedł do Chicago White Sox.
W marcu 1992 podpisał kontrakt z lokalnym rywalem White Sox Chicago Cubs. W sezonie 1993 został pierwszym zawodnikiem w historii Cubs, który został członkiem Klubu 30–30, zdobywając 33 home runy i 36 skradzionych baz. Dwa lata później po raz pierwszy w karierze wystąpił w Meczu Gwiazd i ponownie osiągnął co najmniej 30 home runów i 30 skradzionych baz. Został pierwszym baseballistą Cubs w XX wieku, który zwyciężał w klasyfikacji pod względem zdobytych home runów i skradzionych baz przez trzy kolejne sezony. W 1998 zdobył najwięcej w National League runów (134), zaliczył najwięcej RBI (158) i został wybrany najbardziej wartościowym zawodnikiem. W latach 2000 i 2002 zwyciężał w lidze w klasyfikacji pod względem zdobytych home runów (odpowiednio 50 i 49), zaś w sezonie 2001 zaliczył najwięcej RBI (158).
4 kwietnia 2003 w meczu przeciwko Cincinnati Reds zdobył 500. home runa w karierze. W lutym 2005 przeszedł do Baltimore Orioles. W tym samym roku, po śledztwie przeprowadzonym w firmie BALCo, przesłuchiwano baseballistów, w tym Sosę, który przyznał, że zażywał jedynie dozwolony środek kreatynę.
Rok później klub Washington Nationals zaproponował mu występy w klubach farmerskich tego zespołu jednak Sosa tę ofertę odrzucił, w efekcie w sezonie 2006 nie rozegrał żadnego spotkania. W 2007 rozegrał 114 meczów w klubie, w którym rozpoczynał swoją zawodową karierę, Texas Rangers.

## Późniejszy okres
W 2009 Sosa przyznał się, że w teście przeprowadzonym w 2003 roku na obecność środków niedozwolonych w organizmie miał wynik pozytywny, jednak wówczas za pierwszy tego typu wynik w zawodowym baseballu nie karano zawodników. Sosa powiedział, że nigdy nie używał niedozwolonych środków dopingujących.

## Nagrody i wyróżnienia
| Nagroda/wyróżnienie     | Lata                                     | Źródło |
| MVP National League     | 1998                                     | [ 3 ]  |
| 7× All-Star             | 1995, 1998, 1999, 2000, 2001, 2002, 2004 | [ 3 ]  |
| 6× Silver Slugger Award | 1995, 1998, 1999, 2000, 2001, 2002       | [ 3 ]  |
| Hank Aaron Award        | 1999                                     | [ 11 ] |
| Roberto Clemente Award  | 1998                                     | [ 12 ] |